# Ancs
Ancs és un poble del terme municipal de Baix Pallars, a la comarca del Pallars Sobirà. Pertanyia a l'antic terme, suprimit el 1969, de Montcortès de Pallars. Està situat a la part nord del terme municipal, prop del límit amb el Pallars Jussà, sota el Tossal de Sant Quiri. El 2013 tenia 2 habitants.
Ancs té dues esglésies dedicades a santa Cecília en el mateix poble: la vella, en ruïnes, a la part baixa del poble (Santa Cecília Vella d'Ancs) i la nova, parroquial (Santa Cecília d'Ancs).

## Etimologia
El fet que pràcticament tots els topònims començats en Anc- apareixen en llocs on hi ha balmes, coves o esplugues fa que Joan Coromines hi vegi l'arrel ank- 
sorotàptica. Per tant, el nom del poble d'Ancs es deuria a la presència en els entorns d'aquest tipus d'accident orogràfic.

## Història

### Edat mitjana
El lloc d'Ancs apareix esmentat l'any 966 com a vila del monestir de Gerri. A la segona meitat del segle xi, Ramón Bernat de Sersui, prevere, fundà un aniversari a Gerri, i entre els béns que llegà als seus familiars per al seu manteniment figuraven terres a 
Hancos. El 1118, la vila d'Ancs és de nou esmentada com a límit de la vila de Sersui. El 1132 s'amplia el patrimoni que el monestir de Gerri hi tenia, amb la donació post mortem d'Arnau Pere, de dues terres situades a Ancs; l'any 1154, l'abat Ponç de Gerri cedia als homes d'Ancs dues coromines perquè les treballessin a canvi d'un cens.
El 1398, l'abat Jaume de Sarrovira, fent ús de les seves prerrogatives, emeté unes lletres dimissòries a favor del rector d'Ancs, i l'any 1452 es documenta la col·lació feta per l'abat Pascual de Cuberes de la parròquia d'Ancs a favor de Bernat Batlle.

### Edat moderna
En el fogatge del 1553, Ancs declara 9 focs laics i 1 d'eclesiàstic.

### Edat contemporània
Pascual Madoz dedica un breu article del seu Diccionario geográfico... a Ancs (Anchs). S'hi pot llegir que el poble està situat al peu septentrional d'una muntanya, lliure a la influència de tots els vents. El clima hi és sa. Tenia en aquell moment 15 cases i una església parroquial. Descriu el territori d'Ancs com a molt escabrós i de mitjana qualitat. Hi falta aigua per al reg, essent la major part de terra, per això, erma.
S'hi produïa blat, ordi, hortalisses i patates, i s'hi criava poc bestiar: algunes ovelles i vaques. La població era de 4 veïns (caps de casa) i 35 ànimes (habitants).

## Les cases del poble[5]
| - Casa Arnauet - Casa Blasi - Casa Botonau - Casa Carrera - Casa Carrereta | - Casa Cuina - Casa Felip - Casa Gallego (I) - Casa Gallego (II) - Casa Jaume | - Casa Jordana - Casa Jovenic - Casa Magdalena - Casa Manel - Casa Masover | - Casa Pere Ferrer - la Rectoria - Casa Ros - Casa la Rosa | - Casa Sastre - Casa Tiet - Casa Tomàs - Casa Torrodà |

## Demografia
| 1970 | 1981 | 2000 | 2002 | 2004 | 2006 | 2008 | 2010 | 2011 | 2013 |
| ---- | ---- | ---- | ---- | ---- | ---- | ---- | ---- | ---- | ---- |
| 7    | 0    | 6    | 6    | 5    | 3    | 3    | 3    | 3    | 2    |

Les dades del 1553 són 10 focs, és a dir, llars. Cal comptar a l'entorn de 5 persones per foc.

## Interès turístic
És una zona ideal per a gaudir de la natura i realitzar tota mena d'excursions; és ideal per al senderisme.
Quan s'arriba al poble, just al costat dret de la carretera, es troben les restes de l'església vella de Santa Cecília d'Ancs. Es pot identificar com una església d'una sola nau de planta rectangular amb un absis semicircular. De les seves restes es pot assenyalar una datació aproximada entre els segles XI - xii. Es conserven les parets laterals de la nau, la qual és aprofitada com a tanca del cementiri.
Procedent d'aquesta església, hi ha una Mare de Déu de fusta policromada del segle xiii, actualment al Museu Diocesà de la Seu d'Urgell.
També s'hi pot trobar un aqüeducte romànic que creua el Barranc de la Graseta. Aquest aqüeducte era un element fonamental a l'hora de portar l'aigua del Barranc d'Ancs cap al poble.